# Cướp biển vừa
Stercorarius pomarinus là một loài chim trong họ Stercorariidae.